# سد مارازاد
سد مارازاد، بر روی رودخانه ارس پایین‌دست سد ارس و در مرز ایران و جمهوری آذربایجان قرار دارد.
ظرفیت تولید این نیروگاه ۳۶ مگاوات است.هدف از احداث این سد مخزنی، تأمین آب کشاورزی و تولید برق است. تولید انرژی برق سالیانه معادل ۱۸۰ گیگاوات ساعت می‌باشد.